# Juan Pérez Bocanegra
Juan Pérez Bocanegra (né en 1598 et mort en 1645) est un moine franciscain, imprimeur et compositeur espagnol de musique baroque.

## Biographie
Né en Espagne, Bocanegra peut facilement partir vers le Nouveau Monde et s'y installer. C'est à Lima, au Pérou, que Bocanegra s'établit vers la fin de sa vie. Il laisse des hymnes processionnels destinés à l'évangélisation des indiens.